# Piatnickoje Szosse
Piatnickoje Szosse (ros. Пятницкое шоссе – Piatnicka Szosa) – stacja moskiewskiego metra linii Arbacko-Pokrowskiej. Jest położona na skrzyżowaniu ulic Mitinskaja i Pjatnickoje Szosse (od której wzięła nazwę). Początkowo występowała w planach pod nazwą Piatnickaja (Пятницкая), ale ją zmieniono, aby nie wiązano jej z ulicą Piatnickaja położoną w centrum Moskwy. Otwarcie stacji nastąpiło 28 grudnia 2012 roku.